# Фраголино
Фраголи́но (итал. Fragolino, дословно — «земляничка, клубничка») — название нескольких различных итальянских алкогольных и безалкогольных напитков.

## Виноградное вино
Виноградное вино «Фраголино», производившееся с конца XIX века на северо-востоке Италии (преимущественно в областях Венето и Фриули-Венеция-Джулия), имеет низкое содержание алкоголя и характерный запах. Сырьём для производства служили изабелла и другие сорта, происходящие от американского винограда лабруска (лат. vitis labrusca), называемого в данной местности «земляничным виноградом» (итал. uva fragola). Не следует путать данный виноград с сортами винограда ламбруско, относящегося к европейскому культурному винограду vitis vinifera.
Изабелла, как и многие другие американские сорта, известна своей повышенной сопротивляемостью вредителям и погодным условиям, однако не пригодна для создания долговечного вина, предполагающего выдержку. В 1931 году продажа вина из американских сортов винограда была запрещена в Италии — это объяснялось заботой о сохранении традиционных европейских сортов. Мелкие фермеры не обращали на этот запрет особого внимания, особенно после того, как в 1965 году в закон были внесены изменения, разрешившие производство из изабеллы домашнего вина не для продажи.
Под давлением Европейского Союза в 1987 и 1999 годах запреты на оборот изабеллового вина были усилены. Этот запрет продолжает действовать по состоянию на начало 2020-х годов. Допускается производство вина «Фраголино» строго для личного употребления, но не допускается его продажа. Впрочем, изабелловое вино продолжает производиться в коммерческих целях в соседней Швейцарии (включая граничащий с Италией кантон Тичино), поскольку эта страна не входит в Евросоюз.

## Ароматизированное вино
По состоянию на начало 2020-х годов в Италии продавалось достаточно большое количество алкогольных напитков на основе вина с наименованием «Фраголино», однако, они представляют собой не традиционное виноградное вино, а винный продукт, созданный путём добавления в виноградное вино клубничных или земляничных сиропов, ароматизаторов и красителей. Обычно такие напитки обладают невысоким качеством.

## Ликёр
Совершенно иным напитком с тем же названием является ликёр-диджестив «Фраголино». Он производится путём настаивания земляники или клубники на спирте, часто производится в домашних условиях.

## Безалкогольные напитки
Безалкогольные напитки «Фраголино» производятся в Италии в домашних условиях аналогично одноимённому вину, но без процесса ферментации. 